# Van (provincie)
Vanská provincie je tureckou provincií, nachází se ve východní části Malé Asie a v regionu Východní Anatolie. Rozloha provincie činí 19 069 km², v roce 2006 zde žilo 1 012 707 obyvatel. Hlavním městem je Van. Provincie se nachází mezi Vanským jezerem a státní hranicí s Íránem. Vedle Turků zde žije mnoho Arménů a Kurdů.

## Administrativní členění
Provincie Van se administrativně člení na 13 distriktů:
| - Bahçesaray - Başkale - Çaldıran - Çatak - Edremit - Erciş | - Gevaş - Gürpınar - İpekyolu - Muradiye - Özalp - Saray - Tuşba |

## Historie
Původně se město jmenovalo Tušpa a v 9. století př. n. l. bylo hlavním městem Urartu. Původní obyvatelstvo se nazývalo Nairi.
Později se oblast opět stala centrem vlády, a to arménského krále Tygranése II., který založil město Martyropolis, též (Tigranakert) v 1. století př. n. l..
Poté, co město bylo za první světové války ve velkém rozsahu ruskými vojsky poničeno, bylo po válce nedaleko původního města postaveno znovu. Před vyvražděním přibližně 1,5 milionu Arménů Turky v letech 1915 až 1918 tvořili Arméni v osmanské provincie Vilâyet Van většinu obyvatelstva.
Dne 2. července 2004 došlo ke spáchání pumového útoku na guvernéra provincie, při kterém přišli tři lidé o život a 24 byli těžce zraněni.
Při silném zemětřesení v roce 1976 přišlo v oblasti o život na 4000 lidí. Dne 23. října 2011 došlo v blízkosti města Erciş k dalšímu zemětřesení s tragickými následky.

## Galerie

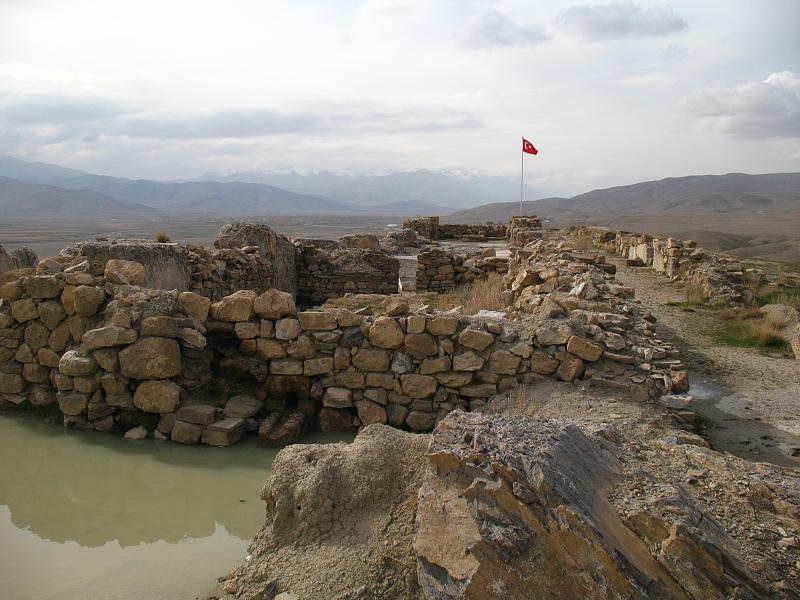
Haykaberd, též Çavuştepe
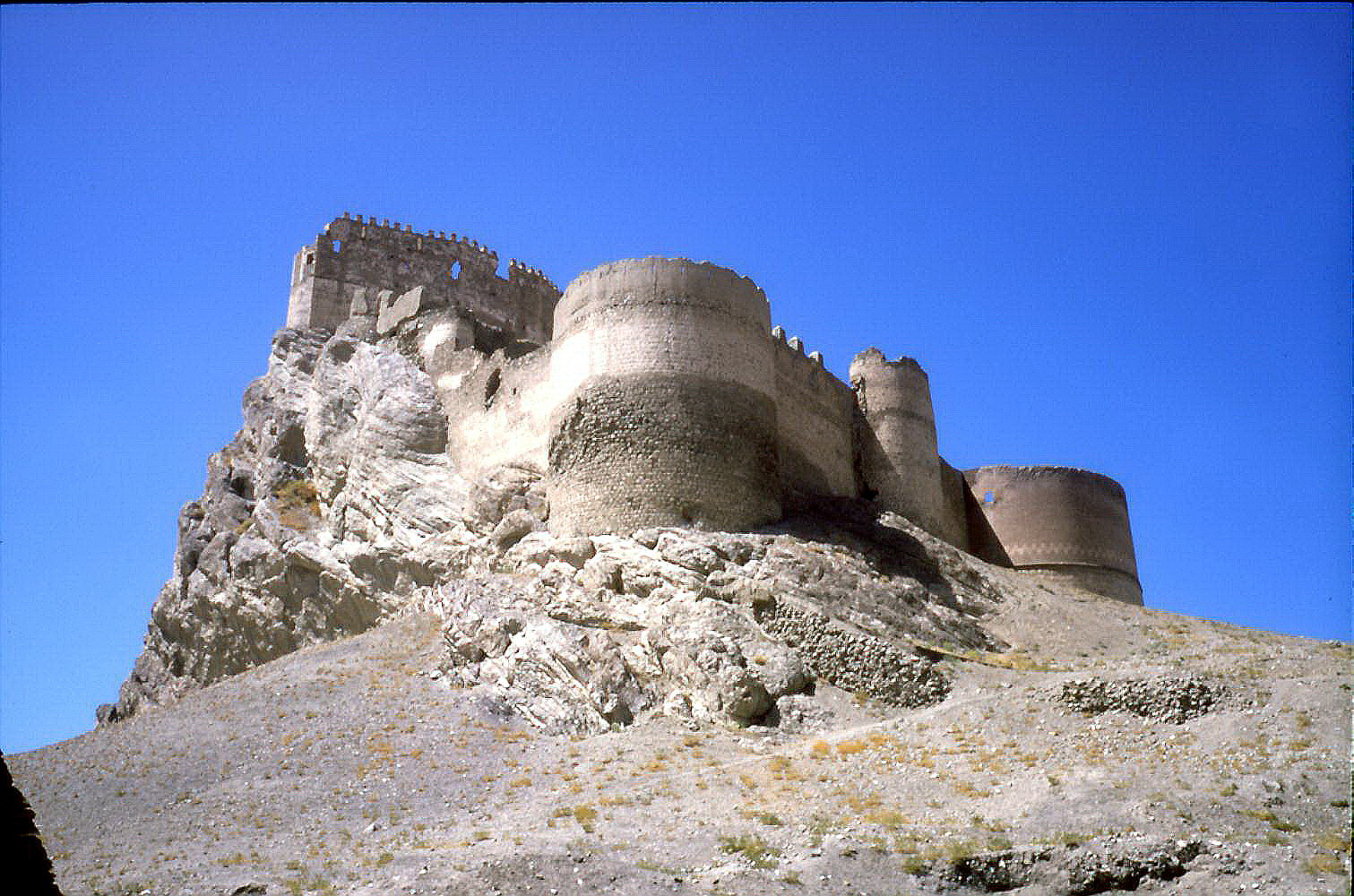
Hrad Hoşap
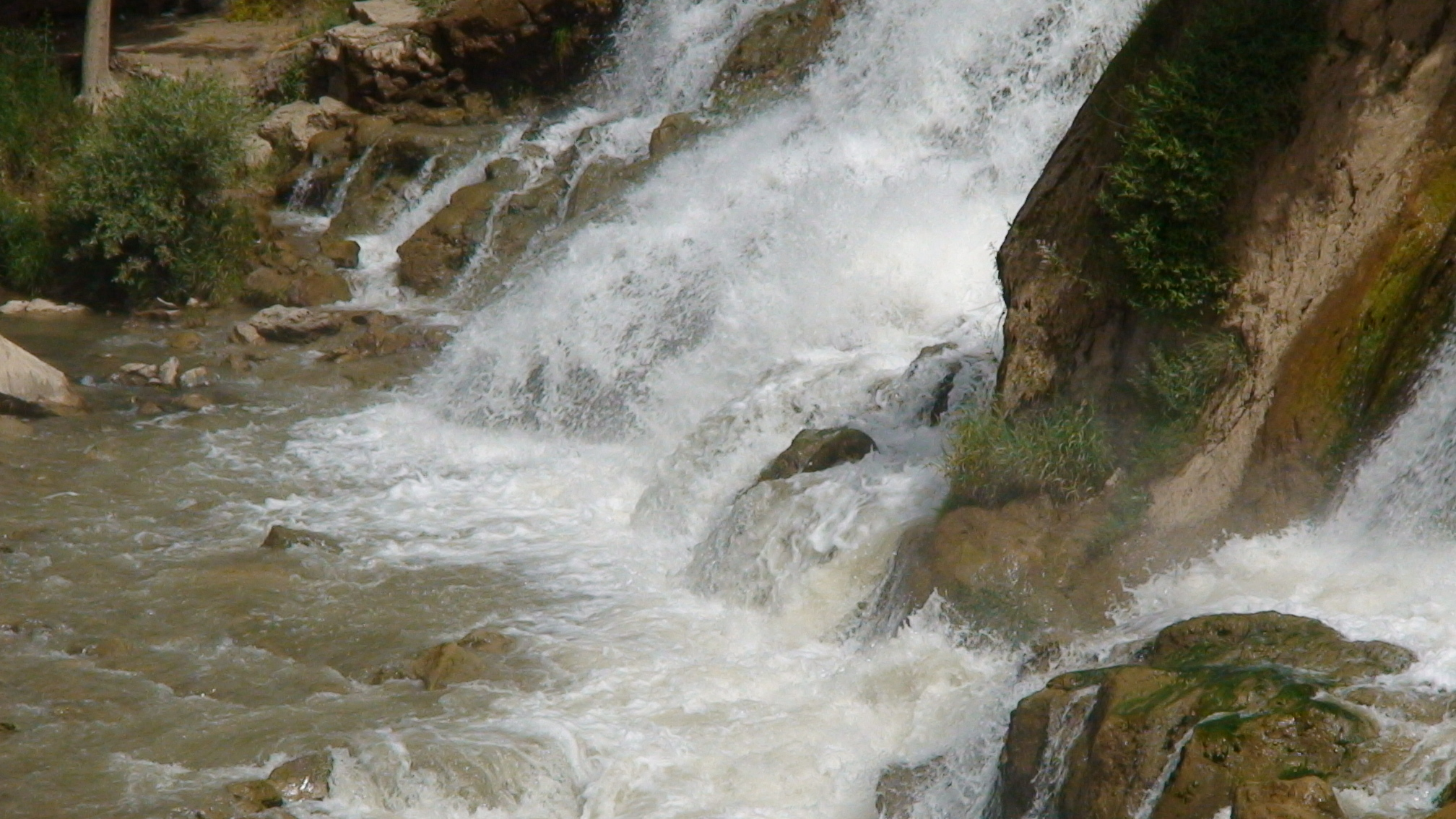
Vodopád Muradiye

### Středověké arménské kláštery

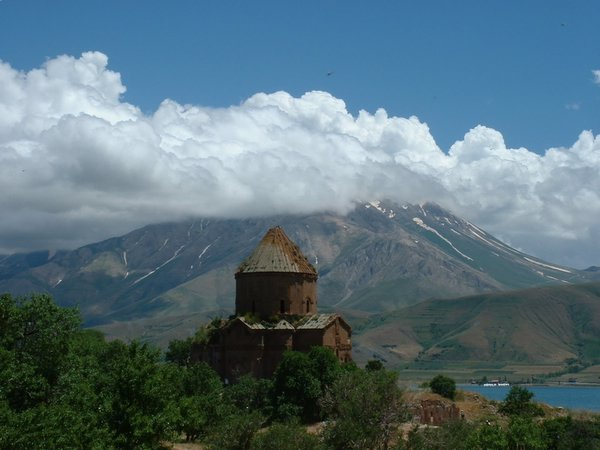
Arménská katedrála "Svatého kříže" z 10. století na ostrově Akdamar
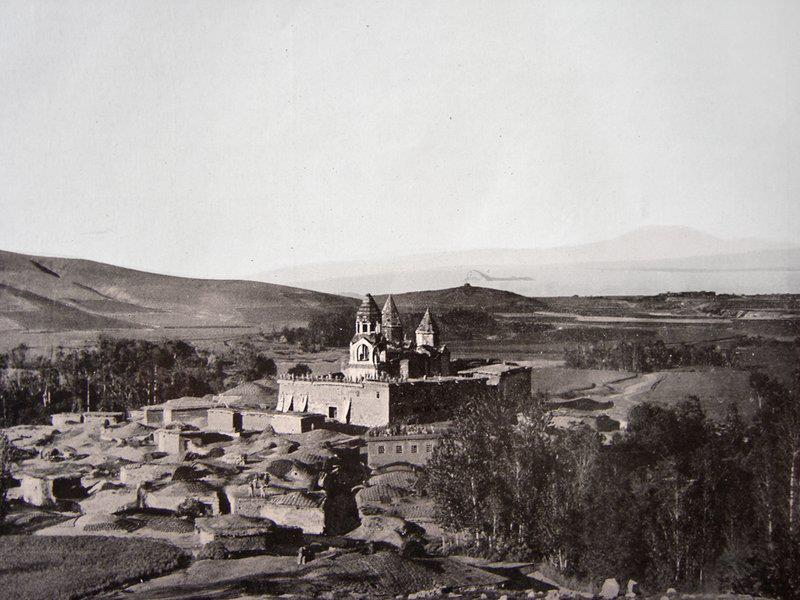
Arménský klášter Narekavank z 10. století
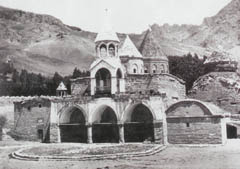
Varagavank, arménský klášter z 11. století
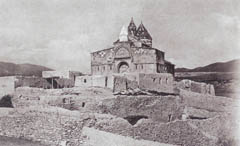
Arménský Klášter svatého Bartoloměje ze 13. století

### Islámské památky

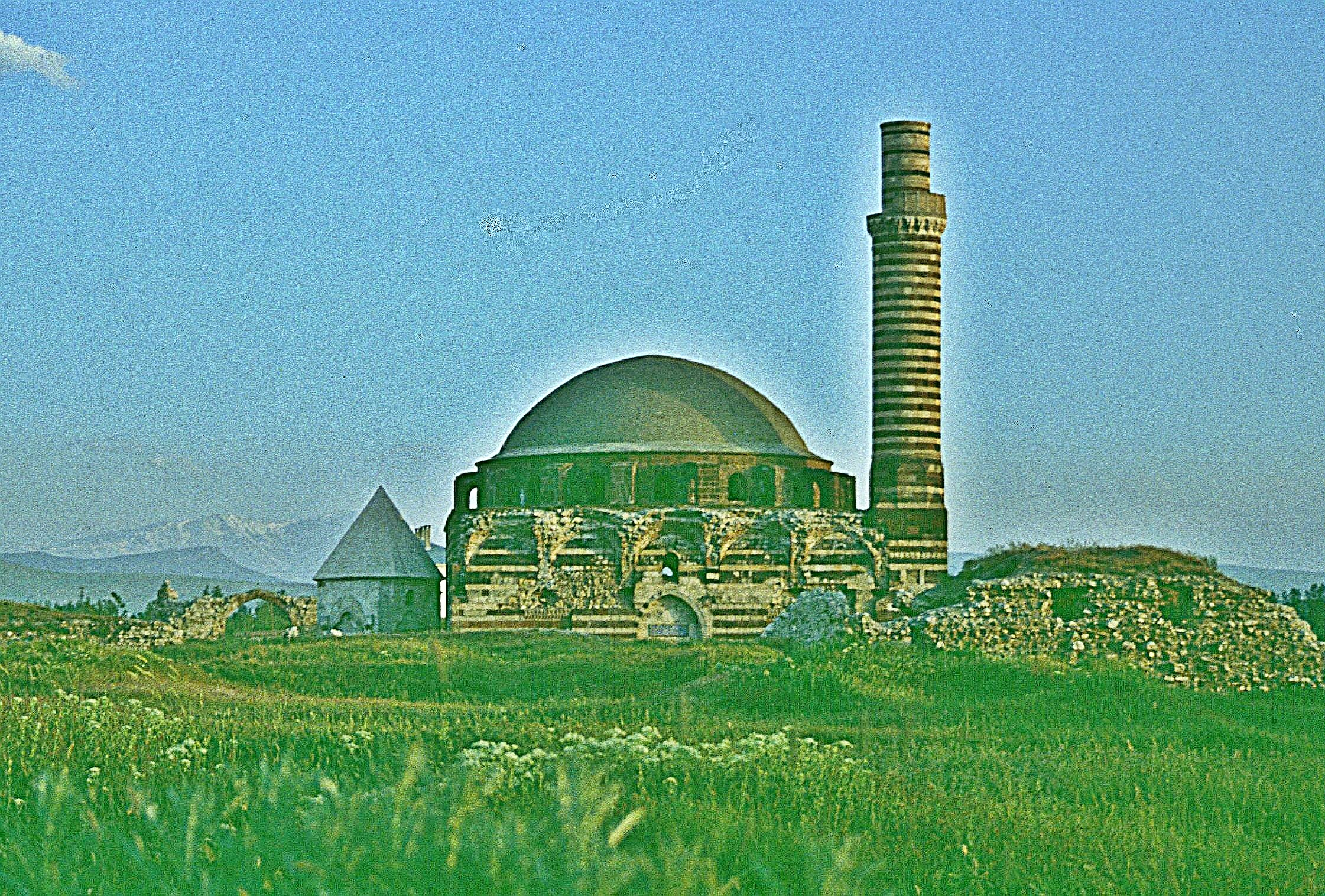
Ruiny Otomanovy mešity v troskách staré vanské čtvrti (16. století)
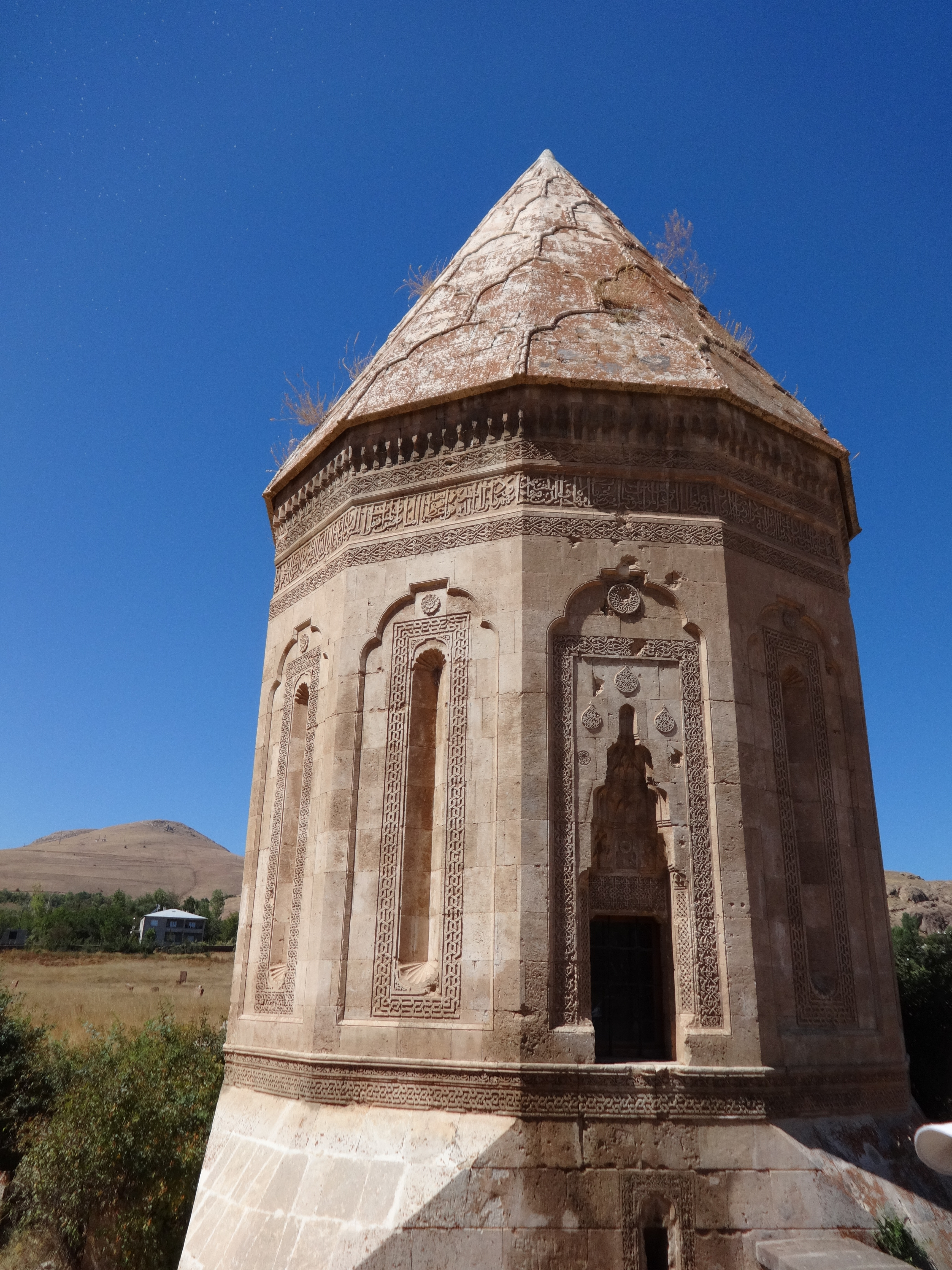
Hrobka Halime Hatun ve městě Gevaş (14. století)
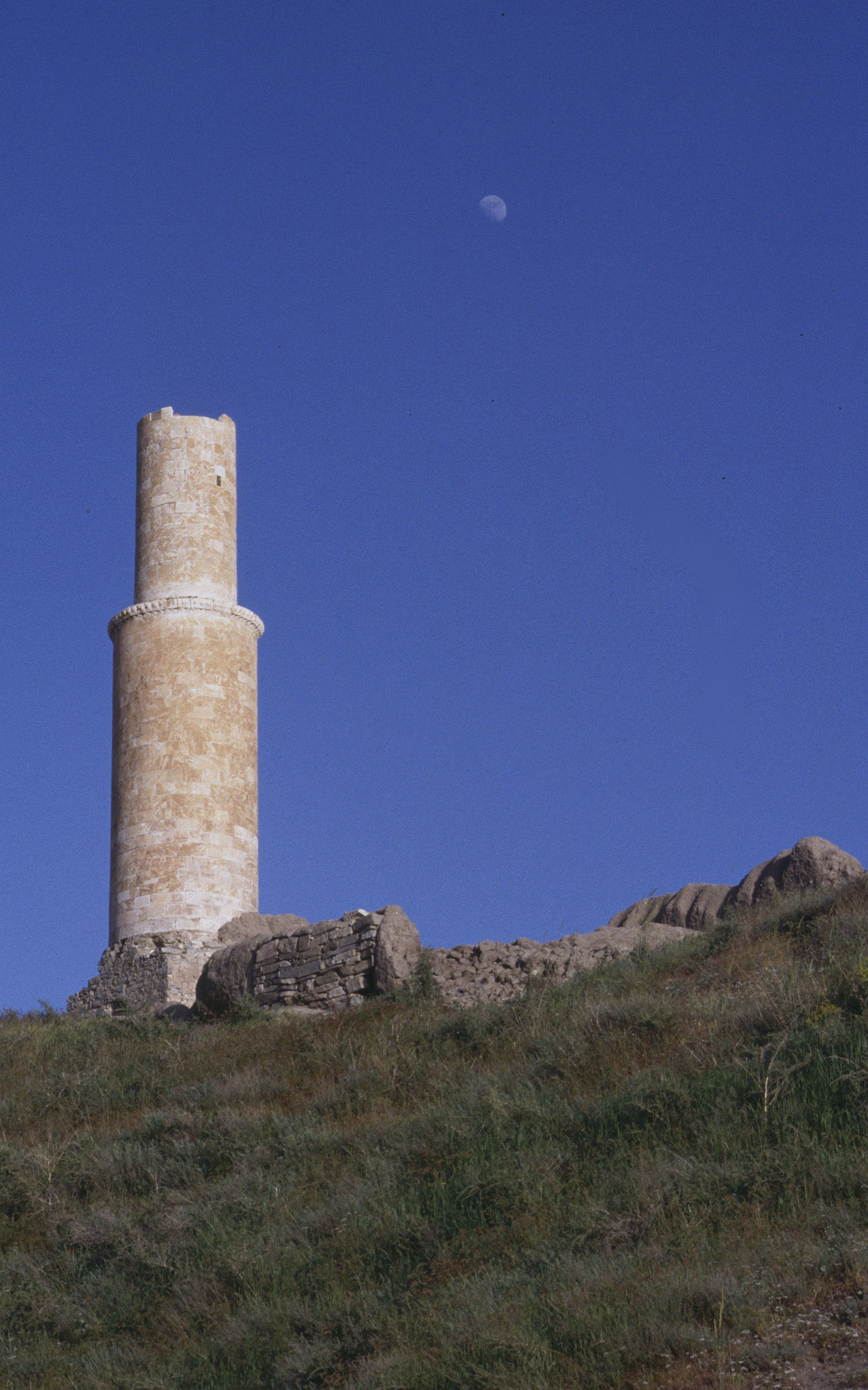
Ruiny Otomanova minaretu ve staré vanské čtvrti